# Id Tech 5
id Tech 5 — игровой движок, разработанный и поддерживаемый компанией id Software; является пятым движком серии id Tech, кроссплатформенным ПО, предназначенным для использования на персональных компьютерах (Microsoft Windows, GNU/Linux, macOS) и игровых консолях PlayStation 3 и Xbox 360.

## История
Название движка — «id Tech 5» — следует новой схеме обозначений, принятой в id Software. Эта схема, в отличие от предыдущей, даёт информацию о поколении движка (например, движок «Doom 3 engine» теперь называется «id Tech 4»).
11 июня 2007 года на конференции Apple’s Worldwide Developers Conference (WWDC), которая прошла в Сан-Франциско, США, был официально анонсирован движок «id Tech 5». Тогда же и состоялась первая демонстрация игрового движка. Движок демонстрировался Джоном Кармаком (англ. John Carmack) на восьмиядерном компьютере Apple Macintosh, однако демонстрационная версия использовала только одно ядро и однопоточную реализацию API OpenGL. В качестве видеокарты использовалась Quadro 7000 с 512 Мбайт видеопамяти.
На E3 2007, которая проходила с 11 по 13 июля 2007 года в Санта-Монике, Калифорния, движок был показан потенциальным лицензиатам на E3 2007, но не публике. Первая реальная общественная демонстрация состоялась на QuakeCon 2007 во время ежегодного лейтмотива, проведенного самим Джоном Кармаком. Тогда было заявлено, что id Tech 5 будет использоваться в новой разрабатываемой игре от id Software, «Rage», которая основана на полностью новой интеллектуальной собственности.
В интервью Джон Кармак заметил, что для id Tech 5, как и для его предшественников, в конечном счёте будет опубликован исходный код (open source). Это, вероятно, случится через много лет, за время которых id Tech 5 будет использоваться в коммерческих проектах. На QuakeCon 2007 Джон Кармак, ведущий разработчик игровых движков в id Software, заявил сайту «LinuxGames» о своём стремлении минимализировать использование в движке сторонних коммерческих (проприетарных) технологий, так как «в конечном счёте id Tech 5 тоже будет open source. В id Software мы всё ещё придерживаемся правила, согласно которому мы не интегрируем в движок те технологии, которые в конечном счёте не дадут нам возможности сделать движок открытым»
7 мая 2008 года была официально анонсирована игра Doom 4. Позже стало известно, что и в ней будет использоваться id Tech 5.

В июле 2009 года Джон Кармак заявил сайту LinuxGames о поддержке ОС Linux в id Tech 5: 
Нет твёрдых планов по портированию id Tech 5 игр на Linux, но, конечно, такая возможность не отвергается. Я не думаю, что будет очень сложным заставить id Tech 5 работать на бинарных драйверах от nVidia, но привнесение их к функциональности и приемлемой производительности на другие OpenGL-драйвера вероятно будет более существенным обязательством, чем мы можем себе позволить.

## Политика лицензирования и поддержки
12 мая 2009 года Тодд Холленсхед, руководитель id Software, заявил, что компания собирается предоставлять движок Id Tech 5 для лицензирования только для очень небольшого количества «внешних» разработчиков. По мнению Холленсхеда, качество созданных на движке проектов влияет на «репутацию» самого движка, поэтому id Software планирует продать несколько лицензий «сильным» разработчикам. «Наша философия не изменилась с момента основания компании: игры — на первом месте, продажа лицензий нового движка — на втором, — заявил он. — В данный момент наибольшее внимание и все силы сосредоточены на создании Rage и Doom 4».
На QuakeCon 2010 Тодд Холленсхед сообщил, что Id Tech 5 может быть предоставлен только разработчикам, входящим в ZeniMax, и не будет предоставляться во внешнее лицензирование.

## Технические характеристики
При демонстрации движка было использовано около 20 ГБ текстурных данных и полностью динамический изменчивый мир. В движке используется расширенная технология MegaTexture, которая использует текстуру с разрешающей способностью до 128 000 × 128 000 пикселей (в 16 раз больше по сравнению с последней версией id Tech 4, где использовалась текстура размером 32 768 × 32 768 пикселей).
Одной из особенностей рендерера будет использование полутени (англ. penumbra) при затенении, которая будет достигаться использованием теневых карт. Это не похоже на метод затенения движка id Tech 4, где тени получаются с очень резкими краями.
Джон Кармак упоминал в своём лейтмотиве на QuakeCon 2007 о том, что движок id Tech 5 будет использовать в качестве API открытый и кроссплатформенный OpenGL, а не Direct3D 10, что позволит ему работать на разных платформах без переписывания кода под каждую платформу отдельно. Это уменьшит сложность разработки игры на разных системах.
Движок, вероятно, покажет многие другие графические эффекты, такие как различные материалы для освещения, работу с расширенным динамическим диапазоном (англ. HDR – High Dynamic Range), а также размытость изображения движущегося объекта (англ. motion blur). Движок также будет поддерживать многопоточную обработку на многоядерном центральном процессоре. Рендеринг, игровая логика, искусственный интеллект, физический движок и звуковой движок будут исполняться как параллельно, так и через отдельные потоки данных.

## Список игр, использующих id Tech 5
| Название игры                     | Дата выхода           | Компания-разработчик | Примечание                        |
| --------------------------------- | --------------------- | -------------------- | --------------------------------- |
| Rage                              | 4 октября 2011 года   | id Software          | Первая игра на движке id Tech 5   |
| Wolfenstein: The New Order        | 20 мая 2014 года      | MachineGames         |                                   |
| The Evil Within                   | 14 октября 2014 года  | Tango Gameworks      |                                   |
| Wolfenstein: The Old Blood        | 4 мая 2015 года       | MachineGames         |                                   |
| Dishonored 2                      | 11 ноября 2016 года   | Arkane Studios       | Void Engine (на основе id Tech 5) |
| Dishonored: Death of the Outsider | 15 сентября 2017 года | Arkane Studios       | Void Engine (на основе id Tech 5) |
| The Evil Within 2                 | 13 октября 2017 года  | Tango Gameworks      | STEM Engine (на основе id Tech 5) |
| Deathloop                         | 14 сентября 2021 года | Arkane Studios       | Void Engine (на основе id Tech 5) |